# Reincarnated
Reincarnated je dvanácté album amerického rappera Snoop Dogga. Vydáno bylo 26. dubna 2013 pod jménem Snoop Lion.

## Seznam skladeb
1. Rebel Way
2. Here Comes The King
3. Lighters Up
4. So Long
5. Get Away
6. No Guns Allowed
7. Fruit Juice
8. Smoke The Weed
9. Tired of Running
10. The Good Good
11. Torn Apart
12. Ashtrays & Heartbreaks
13. Boulevard
14. Remedy
15. La La LA
16. Harder Times